# Эллис, Херб
Митчелл Херберт «Херб» Эллис (англ. Mitchell Herbert «Herb» Ellis; 4 августа 1921[…], Фармерсвилл, Техас — 28 марта 2010, Лос-Анджелес, Калифорния) — американский джазовый гитарист, работавший в основном в стилях свинг, би-боп и его производных (кул-джаз, west coast jazz). Игру Херба Эллиса легко можно определить по некоторому влиянию кантри в его творчестве.

## Биография
Херб Эллис родился в небольшом городке Фармерсвилл, в пригороде Далласа, на хлопковой ферме. Его старший брат играл на гитаре, и Херб также занялся ей, после того как ранее игрался с банджо и гармоникой. Будучи тинейджером, он впервые услышал электрогитару в исполнении Джорджа Барнса по радио. Это подвигло его на покупку своей первой гитары, которую он начал осваивать самостоятельно. В 1941 году Херб Эллис поступил в музыкальный колледж Северотехасского университета, где начал уже профессионально обучаться музыке, однако проходил обучение по классу контрабаса, поскольку специализированного гитарного класса не было. Во время обучения молодой музыкант познакомился с Джимми Джуфри, саксофонистом и кларнетистом, впоследствии одной из центральных фигур джаза западного побережья и кул-джаза, а также впервые услышал Чарли Крисчена, музыканта, творчество которого повлияло едва ли не на всех джазовых гитаристов, вышедших на сцену в 1940-е годы. Среди гитаристов, ставших известными, Чарли Крисчен особенно повлиял на творчество Эллиса: последний всю свою карьеру так или иначе оставался в рамках творчества чернокожего гитариста. Как вспоминал сам Эллис:
Когда я впервые услышал Чарли Кричсена, я подумал, что он на самом деле не так и крут, потому что я чувствовал что могу сыграть быстрее чем он. Затем, прослушав его ещё несколько раз, я был по-настоящему впечатлён и я осознал, что скорость - это отнюдь не всё. Я был расстроен и убрал подальше гитару, сказав себе, что больше никогда не буду играть. Но на следующий день, я вытащил инструмент и начал пытаться играть как Чарли.

Оригинальный текст (англ.)"... the first time I heard Charlie Christian I thought he really wasn't so much, because I felt I could play faster than that. Then after a few more times it really hit me, and I realized that speed wasn't everything. I got quite emotional -- put my guitar away and said I'd never play again. But the next day I got it out and started to tried to play like Charlie."  
В 1943 году Херб Эллис, ввиду недостатка денег, оставил обучение и отправился гастролировать вместе с джаз-бэндом колледжа. Затем музыкант переехал в Канзас-Сити, где был признан негодным к службе в армии ввиду шумов в сердце и в том же, 1943 году гитарист присоединился к Casa Loma Band, группе Глена Грея и в её составе он получил первую прессу в джазовых журналах. С 1945 года по 1947 год Херб Эллис работает в группе влиятельного саксофониста, джаз-лидера Джимми Дорси. В это время он записал свои первые известные гитарные соло. В 1948 году Херб Эллис сформировал собственную группу Soft Winds, куда он привлёк музыкантов Лу Картера (фортепиано) и Джон Фриго (контрабас), ранее также работавших с Дорси. Группа, работавшая в ключе трио Нэта Кинга Коула до 1952 года выступала с концертами, но записей группы не сохранилось.
В 1952 году Херб Эллис присоединился к трио Оскара Питерсона и тогда получил настоящую известность. Этот состав трио (Оскар Питерсон на фортепиано и Рэй Браун на контрабасе) был охарактеризован Скоттом Яноу, известным джазовым критиком, как «одно из самых незабываемых трио из фортепиано, гитары и контрабаса». Игра Херба Эллиса во-многом определяла звучание трио, до такой степени, что после его ухода Оскар Питерсон не стал брать нового гитариста, заменив его барабанщиком. До ноября 1958 года Херб Эллис активно гастролирует и записывается в составе трио. Наряду с основной работой в трио, гитарист гастролирует и записывается с такими музыкантами, как Бен Уэбстер, Стэн Гетц, Диззи Гиллеспи, Рой Элдридж, Свитс Эдисон, а вместе с Бадди Ричем аккомпанировал вернувшемуся на сцену дуэту Луи Армстронга и Эллы Фитцджеральд, к которой он присоединился после ухода из трио в ноябре 1958 года для её турне 1959-1960 годов. За время работы в трио, Херб Эллис выпустил несколько сольных альбомов: Ellis In Wonderland, Ellis Meets Giuffre, Nothing But The Blues и Thank You, Charlie Christian
В начале 1960-х Херб Эллис переехал на западное побережье, где ведёт активную деятельность в течение двадцати лет, выпустив более тридцати только соло-альбомов на таких лейблах, как Justice, Concord, Pablo, Verve, Columbia Records. Вместе с тем, музыкант записывается вместе с группой Dukes of Dixieland, такими музыкантами как Стафф Смит и Чарли Бёрд. До начала 70-х гитарист в основном работает как студийный музыкант, а в 1970-е годы Херб Эллис вернулся к активной концертной деятельности и много выступает в составе гитарных бэндов, например Great Guitars, где он играл с Чарли Бёрдом, Джо Пассом, Барни Кесселом.
В начале 1980-х Эллис перебрался в Арканзас, где поселился в городке Фэйрфилд. Музыкант собирался несколько отдохнуть от активной деятельности, которую он вёл на западном побережье, однако у него это получилось не вполне. Он давал и организовывал мастер-классы, занимался организацией сейшнов и джазовых фестивалей в Арканзасе и этим заслужил в 1993 году звание посла Арканзаса в его путешествиях по США и за пределами страны. Наряду с этим, музыкант вместе с Рэем Брауном и Монти Александером создал группу Triple Threat, которая существовала до середины 1990-х.
Лучшие годы творческой деятельности Херба Эллиса пришлись на его работу в трио Оскара Питерсона и после этого музыкант не изобретал ничего нового, продолжая работать в одном, навсегда выбранном, стиле.
Эллис всегда держал марку подлинного класса, оставаясь трезвым в то время как Питерсон зажигал с темпом, поддерживая логику и мелодию основной темы в его соло вне зависимости от предлагаемой скорости. Но он также был великолепным ритм-гитаристом, чьи аккорды позади партнёров увеличивали динамичность (свинг - ВП), вместе с тем, не мешая основной теме.

Оригинальный текст (англ.)Ellis always exhibited a mark of genuine class, staying unflustered by Peterson's scorching tempos, sustaining the logic and melodic shape of the original theme in his solos whatever the pace. But he was also a superb rhythm player whose chordwork behind partners increased the momentum without getting in the way    
Последние годы жизни музыкант страдал от болезни Альцгеймера и умер 28 марта 2010 года в своём доме в Файрфилде, Арканзас
В 1995 году Gibson выпустила гитару Gibson ES-165 «Herb Ellis», как трибьют Gibson ES-175, гитары, на которой практически всю карьеру играл Херб Эллис. Сам Лес Пол отзывался о творчестве гитариста как «если вы даже не ощущаете свинга, он вас заставит»
По версии DDD Херб Эллис занимает 19 место среди лучших джазовых гитаристов, 187 место среди гитаристов всех жанров и 5 место среди хард-боп музыкантов.
В 1957 году Херб Эллис женился на Пэтти Гэхэгэн, от брака у него есть сын Митч и дочь Кэри, а также трое внуков.

## Дискография
Как лидер:
1. Ellis in Wonderland (1956, Norgran)
2. Nothing But the Blues (1957, Verve)
3. Herb Ellis (1957, Verve)
4. Herb Ellis Meets Jimmy Giuffre (1959, Verve)
5. Thank You Charlie Christian (1960, Verve)
6. Softly…But with That Feeling (1961, Verve)
7. Midnight Roll (1962, Epic)
8. Herb Ellis and Stuff Smith Together (1963, Columbia)
9. Together! (1963, Koch Jazz)
10. Three Guitars in Bossa Nova Time (1963, Epic)
11. Guitar/Guitar (1963, Columbia)
12. Herb Ellis Guitar (1965, Columbia)
13. Man with the Guitar (1965, Dot)
14. Jazz/Concord (1973, Concord Jazz)
15. Seven, Come Eleven [live] (1973, Concord Jazz)
16. Poor Butterfly (1973, Concord Jazz)
17. Two for the Road (1974, Pablo/OJC)
18. After You’ve Gone [live] (1974, Concord Jazz)
19. Soft Shoe (1974, Concord Jazz)
20. Hot Tracks (1975, Concord Jazz)
21. Rhythm Willie (1975, Concord Jazz)
22. Herb (1977, Musical Heritage Society)
23. Windflower (1977, Concord Jazz)
24. Soft & Mellow (1978, Concord Jazz)
25. Herb Ellis at Montreux [live] (1979, Concord Jazz)
26. Herb Mix (1981, Concord Jazz)
27. Doggin' Around (1988, Concord Jazz)
28. Roll Call (1991, Justice)
29. Texas Swings (1992, Justice)
30. Softwinds: Then & Now (1997, Chiaroscuro)
31. An Evening with Herb Ellis [live] (1998, Jazz Focus)
32. Blues Variations (1999, E.J.)
33. Burnin' (1999, Acoustic Music)
34. In a Mellow Tone (2002, Recall)
35. Twins (2002, 3D)